# Tié-N'Diékro
Tié-N'Diékro  è una città e sottoprefettura della Costa d'Avorio appartenente al dipartimento di Didiévi. Conta una popolazione di 17 450 abitanti (censimento 2014).